# Гаазька конвенція про судові рішення (1971)
Гаазька конвенція про визнання та виконання іноземних судових рішень у цивільних або комерційних справах від 1 лютого 1971 року (англ. Convention of 2 July 2019 on the Recognition and Enforcement of Foreign Judgments in Civil or Commercial Matters, фр. Convention du premier février 1971 sur la reconnaissance et l'exécution des jugements étrangers en matière civile et commerciale)  — багатосторонній міжнародний договір, який регулює виконання судових рішень, винесених судовими органами однієї країни в інших країнах, які її підписали. Це одна з низки конвенцій у галузі міжнародного приватного права Гаазької конференції з міжнародного приватного права 1971 року.

## Держави-учасниці
Сторонами конвенції є Албанія, Кіпр, Кувейт, Португалія та Королівство Нідерландів (включаючи установчі землі Аруба і Кюрасао).

## Зовнішні посилання
- Convention of 1 February 1971 on the Recognition and Enforcement of Foreign Judgments in Civil and Commercial Matters, Веб-сайт Гаазької конференції